# El Crous de Sant Andreu
El Crous de Sant Andreu és una masia de Vilanova de Sau (Osona) inclosa a l'Inventari del Patrimoni Arquitectònic de Catalunya.

## Descripció
Masia de planta rectangular amb el carener perpendicular a la façana, la qual és orientada a migdia. L'edifici consta de planta baixa i dos pisos. El portal és d'arc de mig punt rebaixat, la finestra del primer pis, part esquerra, és esculpida i duu una inscripció. A l apart nord de l'edifici hi ha una cos que sobresurt de l'edificació. A l'era de la casa hi ha un gros cobert així com algunes dependències agrícoles. La casa es troba en curs d'ésser restaurada, actualment serveix per tancar-hi bestiar, està deshabitada. Construïda els ressalts amb pedra picada. L'estat de conservació és bo.

## Història
Pertany a l'antiga de marcació de la parròquia de Sant Andreu de Bancells. En el fogatge de 1533 trobem registrat a Sagimon Crous, habitant del mas dins la parròquia i terme de Sant Andreu de Bancells. Fou ampliat i reformat al s.. XVIII.